# Paraglobivalvulina
Paraglobivalvulina es un género de foraminífero bentónico de la Subfamilia Biseriammininae, de la Familia Biseriamminidae, de la Superfamilia Palaeotextularioidea, del Suborden Fusulinina y del Orden Fusulinida. Su especie tipo es Paraglobivalvulina mira. Su rango cronoestratigráfico abarca desde el Capitaniense (Pérmico medio) hasta el Changhsingiense (Pérmico superior).

## Discusión
Clasificaciones más recientes incluyen Paraglobivalvulina en la Subfamilia Paraglobivalvulininae, de la Familia Globivalvulinidae, de la Superfamilia Globivalvulinoidea, del Suborden Endothyrina, del Orden Endothyrida, de la Subclase Fusulinana y de la Clase Fusulinata.

## Clasificación
Paraglobivalvulina incluye a las siguientes especies:
- Paraglobivalvulina gracilis †
- Paraglobivalvulina mira †
- Paraglobivalvulina nitida †
- Paraglobivalvulina piyasini †
- Paraglobivalvulina septulifera †